# Molly Sterling

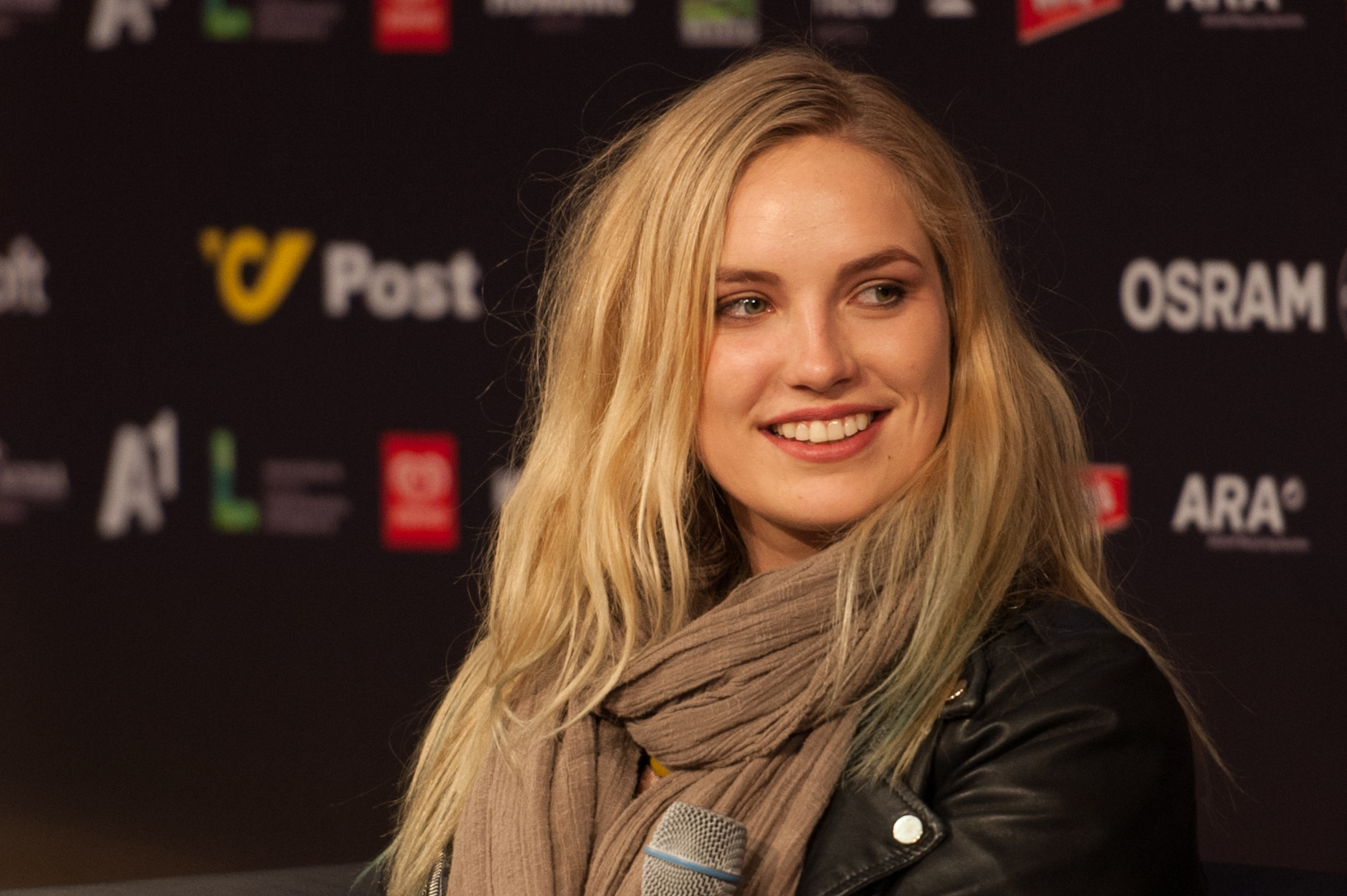
Molly Sterling 2015.

Molly Sterling född 5 januari 1998, är en irländsk sångerska som representerade Irland i Eurovision Song Contest 2015 med låten "Playing with Numbers".

## Diskografi
- 2015 - Playing With Numbers